# Громадянин ворожої держави
Громадянин ворожої держави — за нормами міжнародного звичаєвого права громадянином ворожої держави (англ. Enemy alien, нім. Ausländer aus Feindländern) вважається будь-який громадянин, підданий, мешканець чи уродженець іноземної держави, з якою дана країна перебуває в конфлікті чи в стані війни. Громадяни ворожих держав можуть бути інтерновані, вислані з країни або поміщені під нагляд відповідних державних органів.

## Канада
Наприкінці 19-го та на початку 20 сторіччя територія Канади стала об'єктом масового заселення емігрантами, котрі у пошуках кращої долі покидали Європу й їхали освоювати необжиті землі в Новому Світі на Північноамериканському континенті. Серед них були десятки тисяч українців — вихідців з Галичини, Буковини, Лемківщини та Закарпаття, що на той момент знаходились під владою Австро-Угорщини. Імміграції до країни сприяв Уряд Канади, обіцяючи переселенцям рівноправне громадянство та різнобічну підтримку.

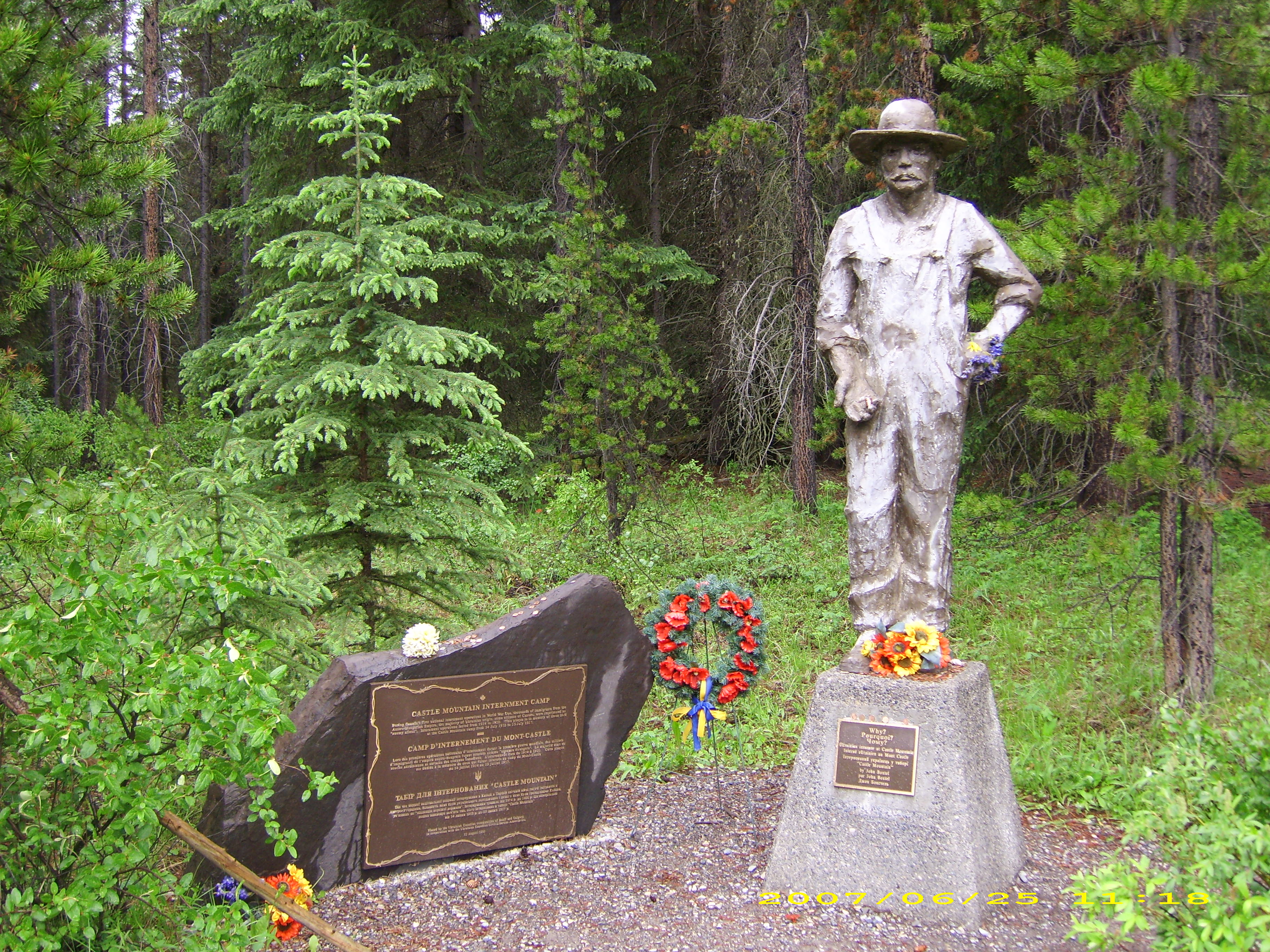
Меморіальна дошка і пам'ятник під назвою «Why?» / «Pourquoi?» / «Чому?», на місці розташування, в Національному парку Банф.

З вибухом Першої світової війни Велика Британія, член Антанти та її колонія Канада з одного боку і Австро-Угорщина, учасник Троїстого союзу, з іншого, опинились у ворогуючих таборах. Це стало кінцем «першої хвилі» масової трудової еміграції українців з Австро-Угорщини до Канади і початком запровадженням у Канаді репресій щодо прибулих іммігрантів з країн-учасниць протиборчого табору. Понад 80 тисяч канадських поселенців, переважна більшість з яких становили українці, стали вважатися «громадянами ворожої держави», їх зобов'язали регулярно відмічатися у місцевих поліцейських установах, цілодобово носити при собі ідентифікаційні номери, а найменше порушення чи непокора каралися, аж до арешту та ув'язнення включно..
У період Першої світової війни та ще протягом двох років по її закінченні (між 1914 і 1920 роками) в Канаді відповідно до закону про воєнні заходи (англ. War Measures Act) інтерновано приблизно 5 тис. українців-вихідців з Австро-Угорщини. З 70 тис. українців-імміґрантів із Австро-Угорщини, 8579 інтерновано урядом Канади, — як також і 5954 австро-угорських громадян, більшість з котрих були етнічними українцями. Переважна частина інтернованих — це бідні, безробітні та безсімейні українці, яких у два табори із власної волі супроводжували 81 жінка та 156 дітей різних національностей. Всього на території Канади було створено 24 табори для інтернованих. Громадяни Російської імперії, як правило, не були інтерновані.

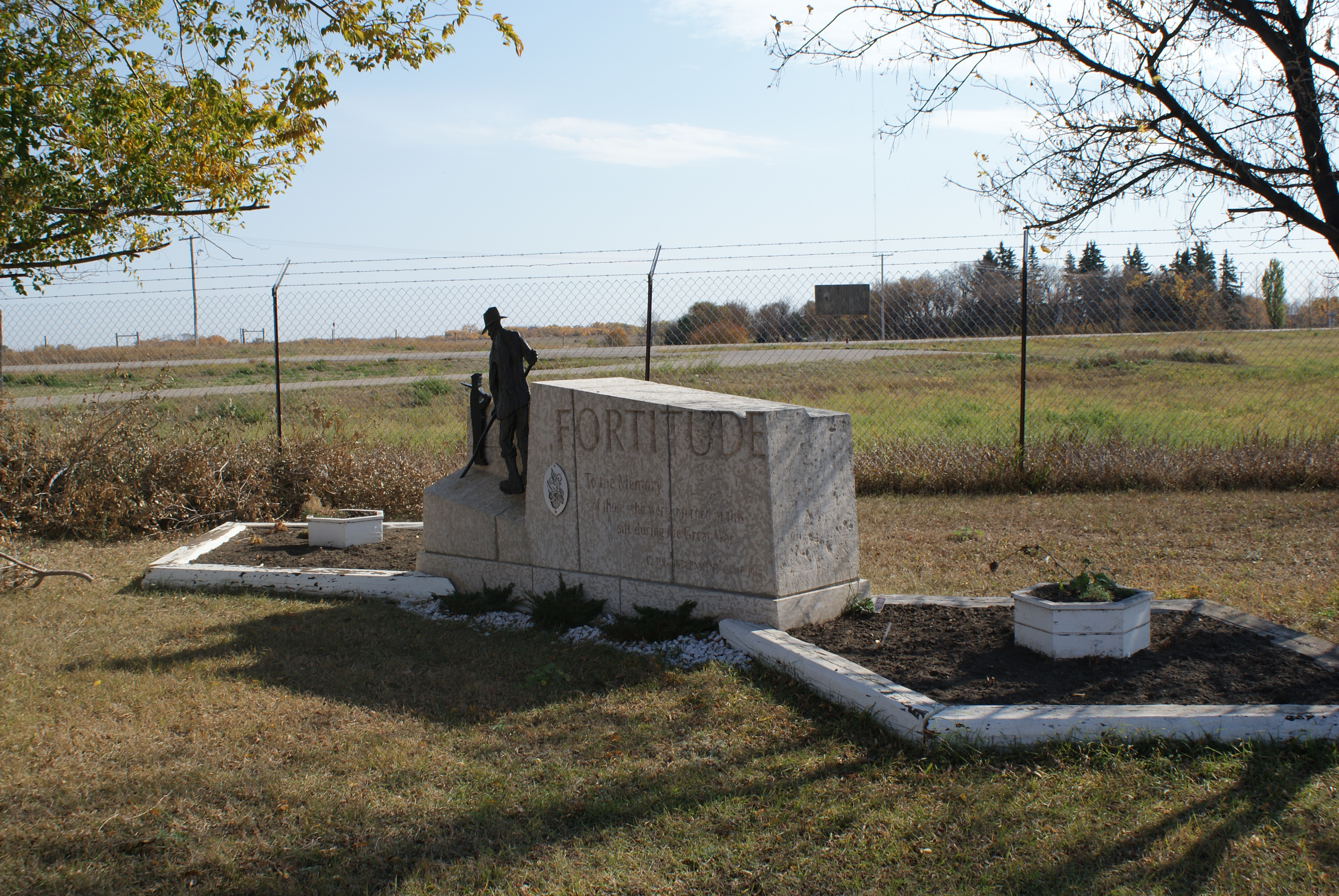
Пам’ятний камінь на території залізничного музею Саскачевану, поблизу табору інтернованих Ітон. На ньому написано: "Сила духу. На згадку про тих, хто був інтернований на цьому місці під час Великої війни. Табір інтернованих Ітон 1919 р."

Інтернованих в таборах використовували в основному як робочу силу. У таборі Кастл-Монтейн у Банфф в провінції Альберта вони розбудовували Національний парк «Банфф», при цьому влада табору трактувала їх винятково жорстоко й негуманно. З огляду на велику нестачу робочої сили для сільськогосподарської праці в 1916—1917 рр. майже всі інтерновані були умовно-достроково «звільнені» і скеровані під опіку місцевих фермерів. Їм виплачували заробітну плату, як правило, 20 центів на годину, п'ятдесят центів на день та відраховували плату за помешкання та пансіон. Інші умовно-достроково звільнені були відправлені як оплачувані працівники на залізниці та шахти, де не вистачало робочих рук. Подекуди подібне інтернування продовжувалося до двох років після завершення війни.
25 листопада 2005 р. Сенат Канади одноголосно затвердив «Закон про інтернування осіб українського походження» відразу після його ухвалення в Палаті громад 23 листопада 2005 року. Цей закон визнав, що особи українського походження були інтерновані в Канаді під час Першої світової війни і юридично зобов'язав уряд Канади організувати заходи з визнання цього факту й закріплення його у формі освітніх та пам'ятних проектів.
Цього ж 2005 року Прем'єр-міністр Канади Пол Мартін визнав інтернування українців за темну сторінку історії Канади. Уряд Канади виділив 2,5 млн доларів на фінансування пропам'ятних заходів та освітніх програм, пов'язаних із інтернуванням українців.
У пам'ять жертв інтернування в Канаді встановлені пам'ятні дошки та меморіали, наприклад, на місці табору у Національному парку «Банфф» і в Селі спадщини української культури на сході Альберти.
У Другій світовій війні Канада за прикладом США інтернувала як громадян ворожої держави велику кількість японців.

## Велика Британія

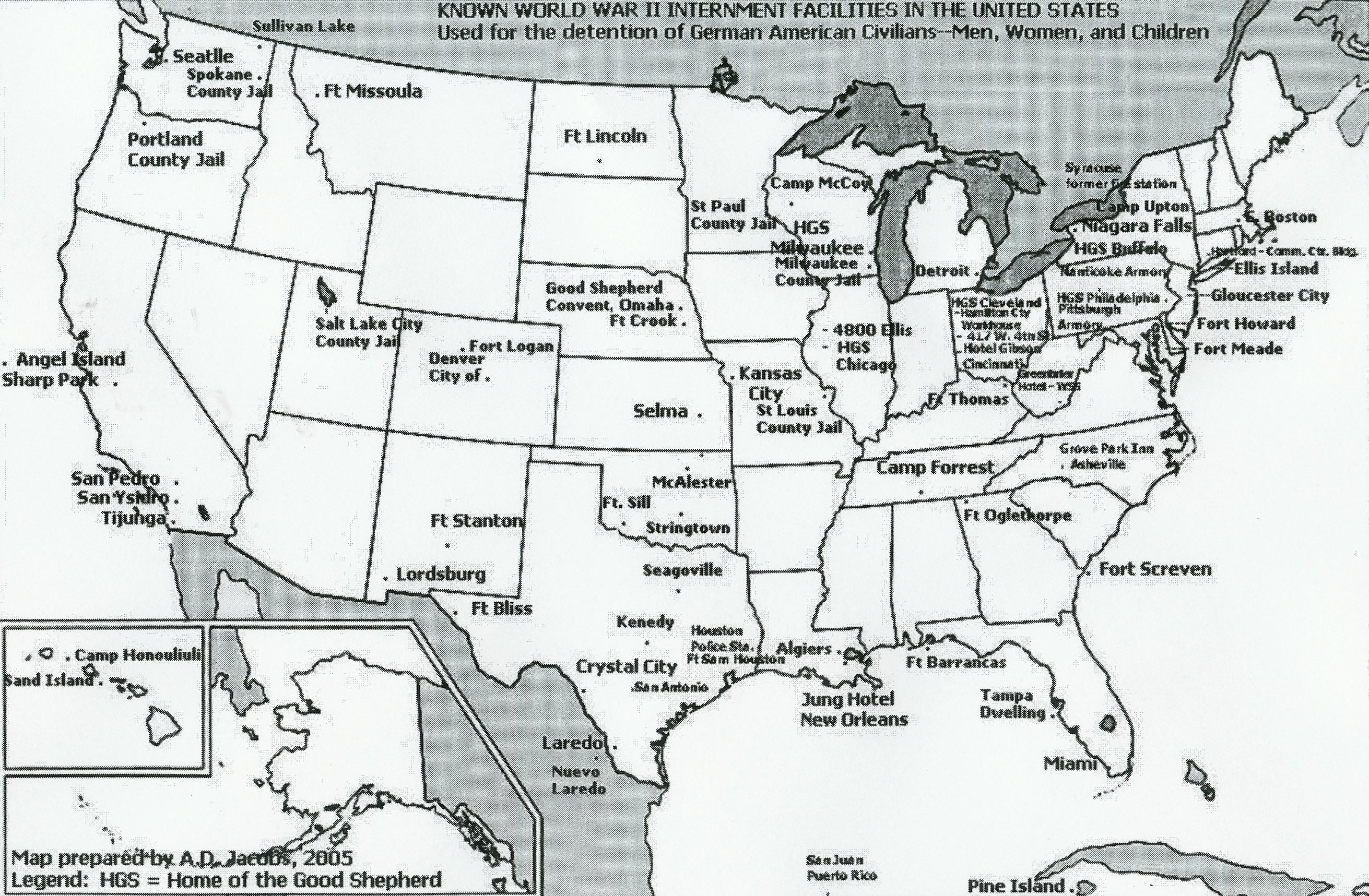
Карта США з місцями розташування таборів для інтернованих німців під час Другої світової війни

Після початку Другої світової війни в 1939 році Велика Британія стала притулком для людей, які рятувалися від переслідувань нацистів: євреїв, політичних емігрантів. Коли у війну вступила Італія, до інтернованих долучилися й італійські громадяни. В табори також були відправлені члени профашистських та крайньо-правих політичних партій.
Табори для інтернованих розташовувалися на острові Мен в Ірландському морі ще з періоду Першої світової війни. Інтернованих громадян також вивозили за межі Великої Британії в Північну Америку, Австралію.
Королівський піонерський корпус, який виконував інженерні завдання, на початку війни був єдиним британським військовим підрозділом, де могли проходити службу громадяни ворожих держав. Тисячі німців та австрійців вступили в корпус, щоб взяти участь у звільненні своїх країн від нацистського режиму. Деякі з них потім були переведені в інші бойові одиниці, деякі ж були завербовані Управлінням спеціальних операцій (УСО) як таємні агенти. Їм було наказано вибрати собі «англійське» ім'я, при цьому використовуючи свої старі ініціали.. Німецьким громадянам служити в британських збройних силах було особливо небезпечно, оскільки якби вони потрапили в полон, то їх тут же б стратили за державну зраду. З усіх громадян ворожих держав, які служили в британських військах, найбільшу частку складали євреї з Німеччини: наприкінці війни до 15 % єврейських біженців воювали проти Німеччини. Їх знання німецької мови, території, звичаїв та культури були вельми корисним при плануванні та проведенні військових операцій. Після війни безліч з них служили в окупаційній адміністрації на території Німеччини та Австрії.

## Сполучені Штати Америки

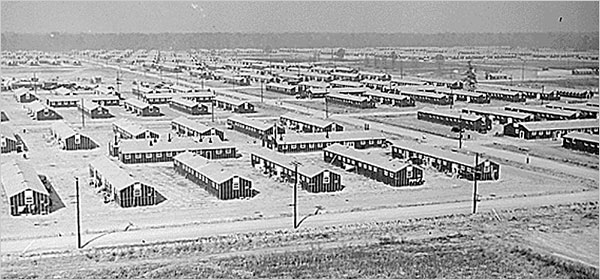
Табір для інтернованих інтернованих японців в Арканзасі під час Другої світової війни

Хрестоматійним прикладом громадян ворожих держав стали японці, які проживали в США під час Другої світової війни. За ініціативою президента Рузвельта безліч японців і японоамериканців разом з німецько- й італоамериканцями були примусово переміщені в табори для інтернованих. Багато ув'язнених мали американське громадянство, тому вони формально не потрапляли під визначення «громадяни ворожих держав»: під цим терміном тоді малися на увазі громадяни країн «Осі», які не були американцями. Тисячам людей заборонялося подавати заявку на оформлення американського громадянства на основі Закону про натуралізацію 1870 року: коли їх країни вступили у війну, вони перетворилися з «резидентів» в «громадян ворожих держав». Такі громадяни були зобов'язані мати при собі посвідчення «громадянина ворожої держави» і щомісяця відмічатися в місцевих відділеннях поліції. Подібні норми існували також в Канаді і Мексиці. На загал 10 905 італійських американців і приблизно 110 000 японських американців були інтерновані в різних таборах по всій країні. Американці німецького походження перебували в більш ніж 50 різних таборах для інтернованих.